# Omphalophora oculata
Omphalophora oculata är en tvåvingeart som beskrevs av Becker 1900. Omphalophora oculata ingår i släktet Omphalophora och familjen snäppflugor. Inga underarter finns listade i Catalogue of Life.